# Michael Schneider (Historiker)
Michael Schneider (* 22. Juni 1944 in Landsberg/Warthe) ist ein deutscher Historiker und Politikwissenschaftler, Honorarprofessor an der Universität Bonn und Autor zahlreicher Monographien und Aufsätze bzw. Herausgeber mehrerer Sammelbände.

## Leben
Nach Studium und Erstem Staatsexamen an der Universität zu Köln wurde Michael Schneider 1974 an der Universität Bremen zum Dr. phil. promoviert und 1982 an der Universität Hamburg für das Fach Neuere Geschichte habilitiert. Schneider war von 1971 bis zum Beginn seines Ruhestandes 2009 in verschiedener Weise für die geschichtswissenschaftliche Forschungsarbeit der Friedrich-Ebert-Stiftung tätig. 1999 übernahm er die Leitung des Archivs der sozialen Demokratie der Friedrich-Ebert-Stiftung in Bonn. 2009 wurde er mit einem Festvortrag von Richard J. Evans zum Thema „Arbeiterklasse und Volksgemeinschaft“ und einer Festschrift über Solidargemeinschaft und Erinnerungskultur im 20. Jahrhundert in den Ruhestand verabschiedet.
Schneider führte zahlreiche Forschungsprojekte durch und wirkte an der Entwicklung mehrerer Ausstellungen zur Geschichte von SPD und Gewerkschaften mit. Zudem beteiligte er sich an mehreren geschichtswissenschaftlichen Kontroversen (u. a. Historikerstreit, Goldhagen-Debatte). Von 1985 bis 1990 war er Mitglied des Editorial Board der Zeitschrift International Labor and Workings Class History (ILWCH). Von 1992 bis 2013 betreute er gemeinsam mit Dieter Dowe und ab 2009 auch mit Anja Kruke die Schriftenreihe Politik- und Gesellschaftsgeschichte. Als redaktionelles Mitglied arbeitete er von 1995 bis 2011 bei der Zeitschrift Archiv für Sozialgeschichte mit. Von 1995 bis 2009 gehörte er dem Vorstand der Internationalen Tagung der Historikerinnen und Historiker der Arbeiter- und Arbeiterinnenbewegung (ITH/Linzer Konferenz) und von 2004 bis 2009 dem Vorstand der Sektion der Archive und Archivare von Parlamenten und Politischen Parteien im Internationalen Archivrat an. Seit 2010 ist er Mitherausgeber der Quellen zur Geschichte der deutschen Gewerkschaftsbewegung im 20. Jahrhundert.
Forschungsschwerpunkte von Schneider waren bzw. sind die Geschichte der Arbeiterbewegung, besonders der Gewerkschaften und der SPD, des Streikrechts, der Arbeit oder des Widerstandes aus der Arbeiterbewegung gegen den Nationalsozialismus.
Michael Schneider lebt in Kalenborn (bei Altenahr).

## Schriften (Auswahl)

### Als Autor
- Auf dem Weg in die Krise. Thesen und Materialien zum Ruhreisenstreit (= Zur Geschichte der Arbeiterbewegung in den Rheinlanden, Bd. 2), Einhorn Presse, Wentorf bei Hamburg 1974.
- Unternehmer und Demokratie. Die freien Gewerkschaften in der unternehmerischen Ideologie der Jahre 1918 bis 1933 (= Schriftenreihe des Forschungsinstituts der Friedrich-Ebert-Stiftung, Bd. 116,) Verlag Neue Gesellschaft, Bonn-Bad Godesberg 1975 (Dissertation).
- Das Arbeitsbeschaffungsprogramm des ADGB. Zur gewerkschaftlichen Politik in der Endphase der Weimarer Republik (= Schriftenreihe des Forschungsinstituts der Friedrich-Ebert-Stiftung, Bd. 120), Verlag Neue Gesellschaft, Bonn-Bad Godesberg 1975.
- Aussperrung. Ihre Geschichte und Funktion vom Kaiserreich bis heute (= Schriftenreihe der Otto-Brenner-Stiftung, Bd. 15), Bund Verlag, Köln 1980.
- Die Christlichen Gewerkschaften 1894–1933 (= Forschungsinstitut der Friedrich-Ebert-Stiftung, Reihe Politik- und Gesellschaftsgeschichte, Bd. 10), Verlag Neue Gesellschaft, Bonn 1982, ISBN 3-87831-356-X (Habilitationsschrift).
- Streit um Arbeitszeit. Geschichte des Kampfes um Arbeitszeitverkürzung in Deutschland, Bund Verlag, Köln 1984.
- Demokratie in Gefahr? Der Konflikt um die Notstandsgesetze: Sozialdemokratie, Gewerkschaften und intellektueller Protest (1958–1968) (= Forschungsinstitut der Friedrich-Ebert-Stiftung, Reihe Politik- und Gesellschaftsgeschichte, Bd. 17), Verlag Neue Gesellschaft, Bonn 1986.
- Kleine Geschichte der Gewerkschaften. Ihre Entwicklung in Deutschland von den Anfängen bis heute, Verlag J.H.W. Dietz Nachf., Bonn 1989; engl. Übersetzung 1989; chines. Übersetzung 1993.
- SPD und Gewerkschaften. Zur Geschichte eines Bündnisses. Darstellung und Dokumentation (= SPD und Gewerkschaften, Bd. 1, hrsg. von Jochem Langkau, Hans Matthöfer und Michael Schneider), Verlag J.H.W. Dietz Nachf., Bonn 1994.
- Walter Hesselbach. Bankier und Unternehmer, mit einem Vorwort von Hans Matthöfer, Verlag J.H.W. Dietz Nachf., Bonn 1995.
- Unterm Hakenkreuz. Arbeiter und Arbeiterbewegung 1933 bis 1939 (= Geschichte der Arbeiter und der Arbeiterbewegung in Deutschland seit dem Ende des 18. Jahrhunderts, Bd. 12), Verlag J.H.W. Dietz Nachf., Bonn 1999, ISBN 3-8012-5025-3.
- In der Kriegsgesellschaft. Arbeiter und Arbeiterbewegung 1939 bis 1945 (= Geschichte der Arbeiter und der Arbeiterbewegung in Deutschland seit dem Ende des 18. Jahrhunderts, Bd. 13), Dietz, Bonn 2014.
- 2. Mai 1933: Zerschlagung der Gewerkschaften. Ein Film für die politische Bildungsarbeit, DVD, hrsg. Hans Böckler Stiftung, 2013.
- gewerkschaftsgeschichte.de, Internetportal, hrsg. von der Hans Böckler Stiftung, online seit Mai 2016.

### Als Herausgeber
- mit Jürgen Hoffmann: ArbeiterInnenbewegung und Rechtsextremismus (= ITH-Tagungsberichte, Bd. 41), Akademische Verlagsanstalt, Leipzig 2007.
- mit Beatrix Bouvier: Geschichtspolitik und demokratische Kultur. Bilanz und Perspektiven, Verlag J.H.W. Dietz Nachf., Bonn 2008.
- mit Dieter Dowe: Helmut Schmidt. Fotografiert von Jupp Darchinger, Verlag J.H.W. Dietz Nachf., Bonn 2008.
- mit Günter Benser: Bewahren – Verbreiten – Aufklären. Archivare, Bibliothekare und Sammler der Quellen der deutschsprachigen Arbeiterbewegung, Friedrich-Ebert-Stiftung, Bonn-Bad Godesberg 2009.
- mit Werner Kremp: Am Sternenbanner das Geschick der Arbeiterklasse. 150 Jahre Beziehungen zwischen deutscher Sozialdemokratie und den USA (= Atlantische Texte. Bd. 37). Wissenschaftlicher Verlag Trier, Trier 2013, ISBN 978-3-86821-481-9.